# بحيرة ولشت (مقاطعة كلاردشت)
بحيرة ولشت (بالإنجليزية: Daryacheh-ye Velasht)‏ هي قرية تقع في مازندران في إيران.